# Maravilha (Santa Catarina)

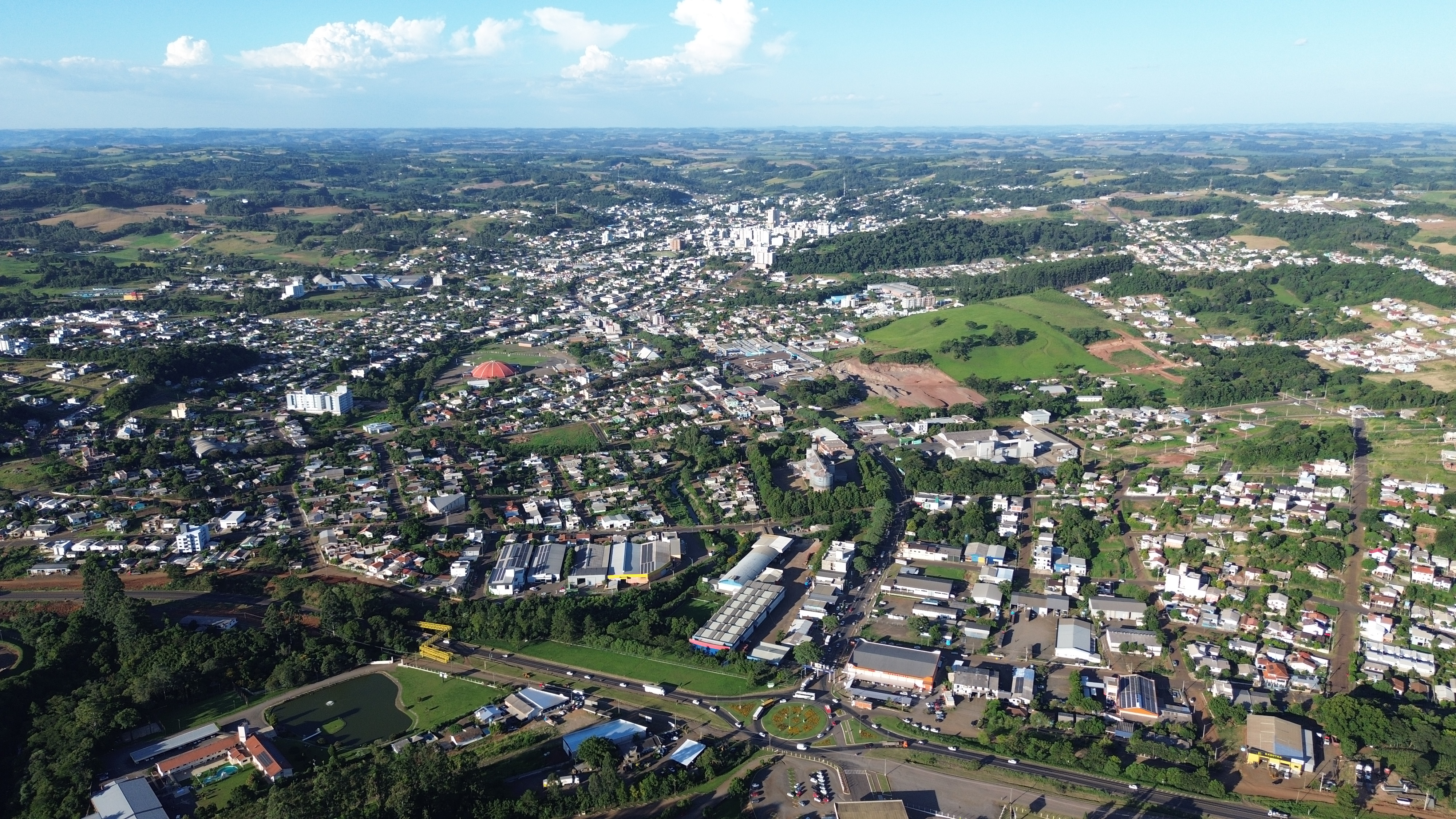
Maravilha SC 2025

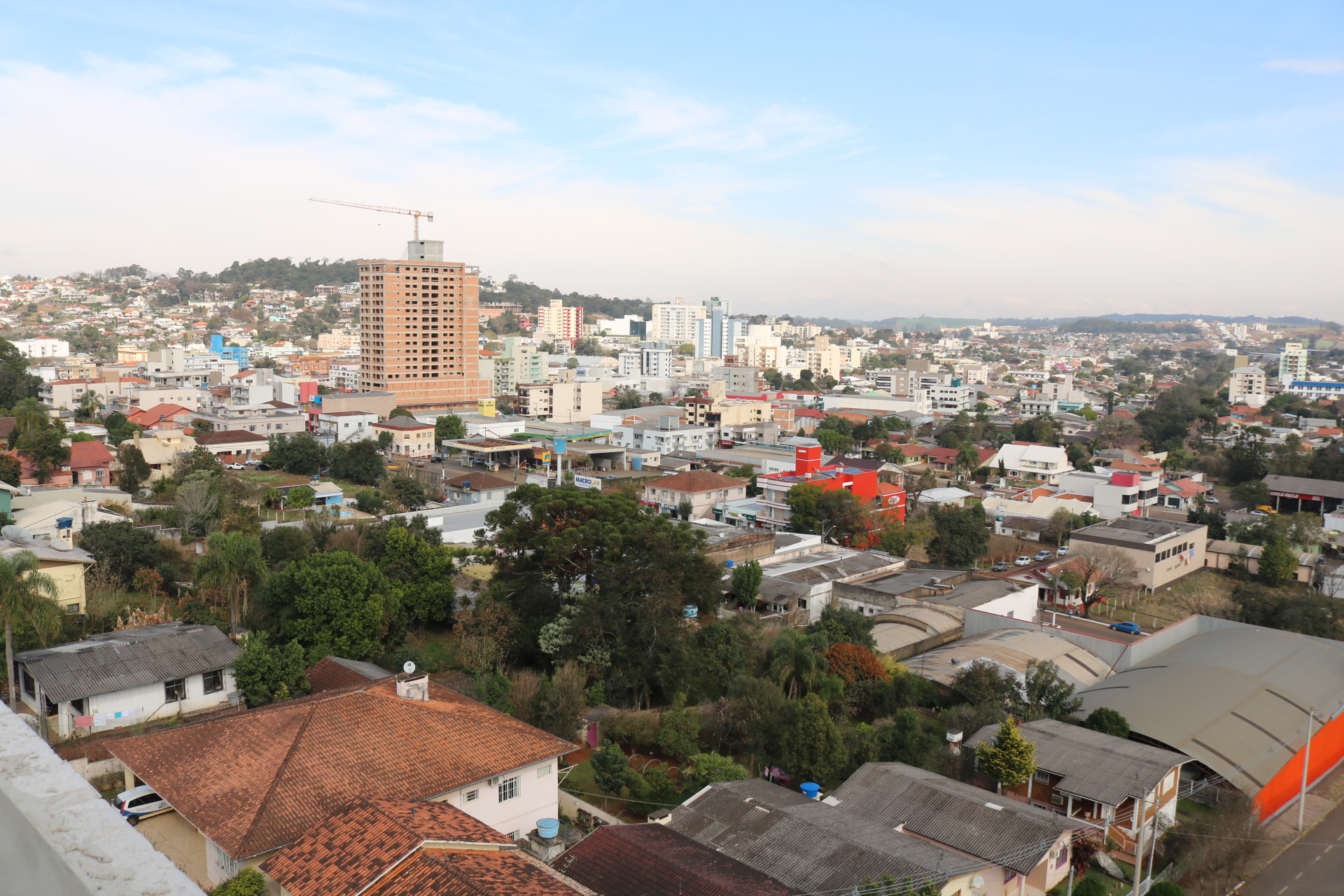
Maravilha em 2019.

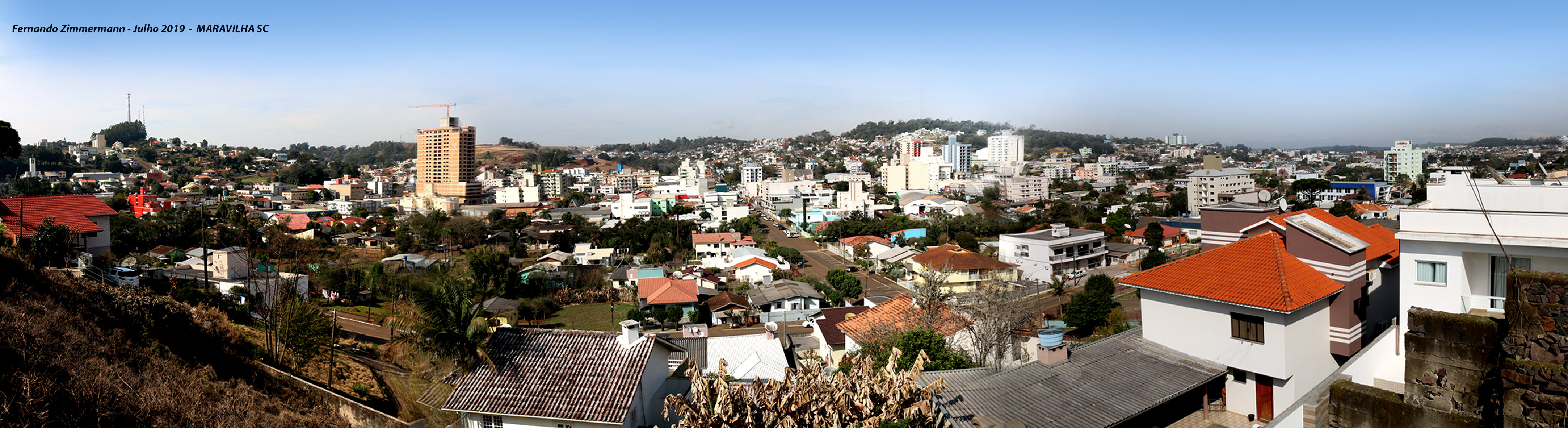
Vista parcial de Maravilha em 2019.

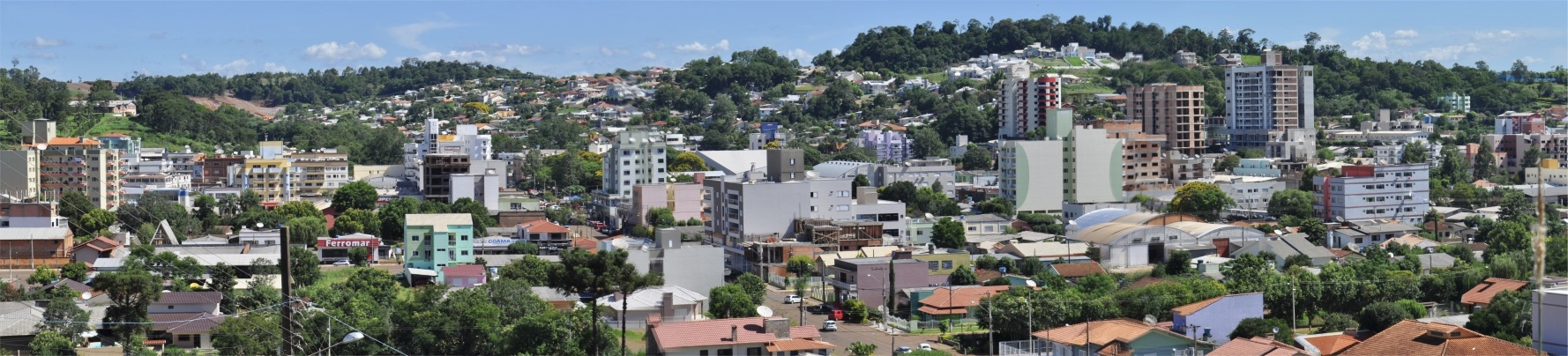
Maravilha no ano de 2014.

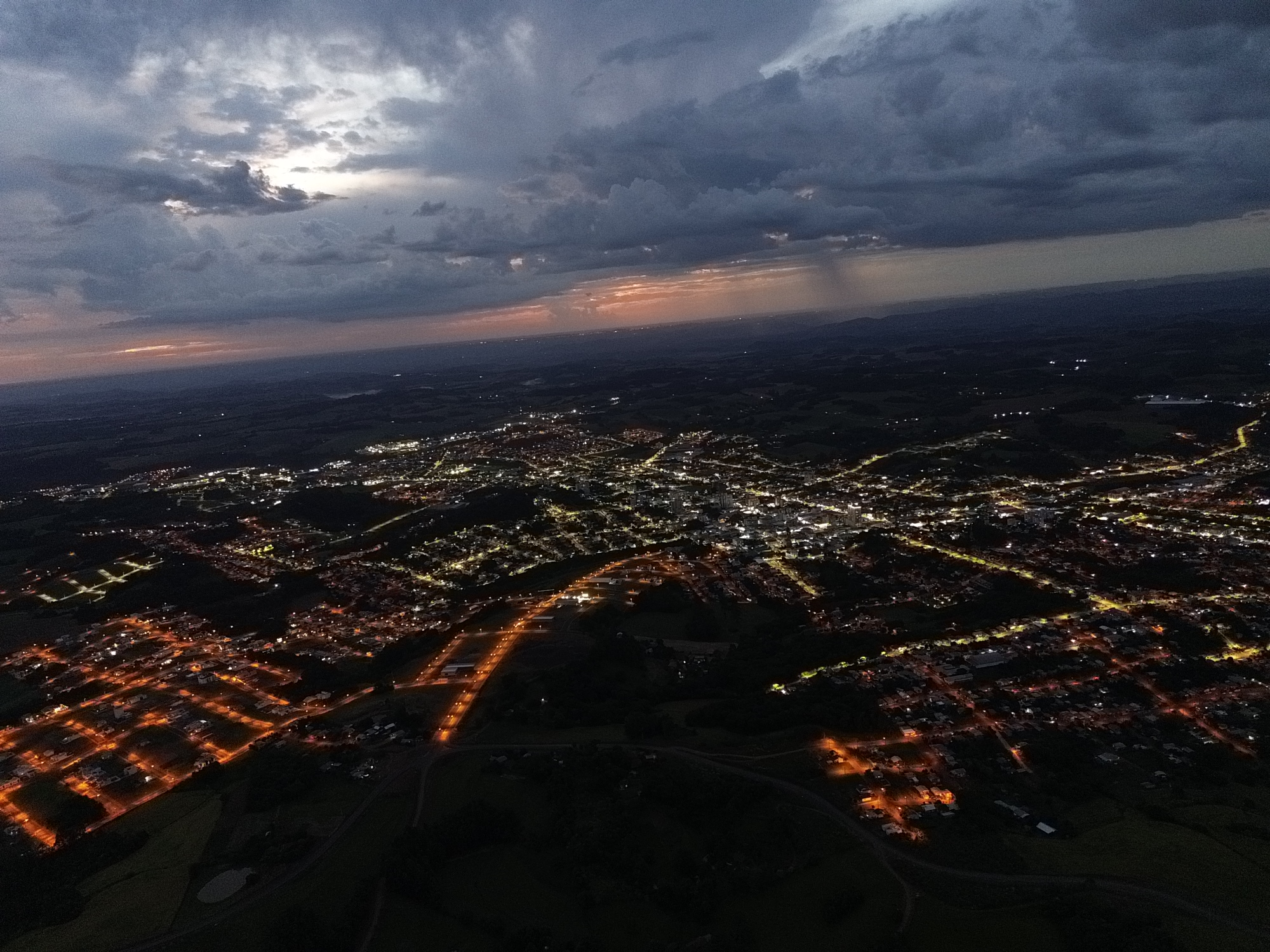

Maravilha é um município brasileiro do estado de Santa Catarina. Sua população, conforme contagem do Censo Demográfico de 2022, é de 28.251 habitantes. É sede da Região Geográfica Imediata de Maravilha e pertence à Região Geográfica Intermediária de Chapecó.

## Origem do nome
Do velho município de Chapecó quando colonizado em 1942, o pequeno povoado recebeu o nome graças à mancha de pinhais, e a expressão "Que Maravilha!" firmou-se unânime e espontaneamente.
Os maravilhenses costumam contar que alguns caçadores do Rio Grande do Sul, ao chegarem no alto do morro, onde hoje está localizado o antigo seminário, olharam a paisagem, com a copada dos pinhais na planície e exclamaram: "Que Maravilha!". Porém, por não ser cidade e não haver nada de real que necessitasse de identificação nominal, o nome demorou a ser oficializado.
Antes do nome Maravilha ser oficializado, chamavam a área de Cabeceira do Rio Iracema ou Mancha dos Pinhais. A oficialização do nome é atribuída ao Dr. José Leal, algum tempo depois, quando da demarcação e vendas das terras; todavia pairavam dúvidas, pois José Leal Filho assumiu a direção da companhia em novembro de 1949 e antes disso, documentos com o nome de "Maravilha" já haviam sido emitidos datados de setembro do mesmo.

## História
No início do século XX, havia no oeste mais de 90% de florestas. Com novas companhias territoriais colonizadoras, as terras foram sendo ocupadas. Onde hoje é o município de Maravilha, as ofertas eram da companhia Territorial Sul Brasil, formada em 1925. Nesta terra tinha gente morando, mas havia ainda muito espaço livre disponível para aquisições.
O belo nome surgiu como atrativo à colonização de imigrantes gaúchos, a partir de 1949. O primeiro marco da projetada cidade de Maravilha foi solenemente colocado no dia 22 de julho de 1951. Em Maravilha, a colonização foi múltipla, tanto na origem étnica, com predominância de alemães e italianos, quanto na religião, principalmente católicos, evangélicos e luteranos.
O município foi planejado com um perímetro urbano, tendo suas ruas quadriláteras regulares conforme os pontos cardeais. Os latifúndios não tiveram vez. A Companhia Territorial Sul Brasil dividiu e se comprometeu com a colonização. Eram mais de 9 mil lotes coloniais à venda.
Maravilha surgiu como a obra de um visionário: prosperar, tanto pela posição geográfica como pela importância microrregional.
No ano de 1956, Maravilha virou distrito, desmembrando-se do Distrito de Cunha Porã. Maravilha cresceu rapidamente, destacando-se na agricultura, comércio e indústria de madeiras. O impulso colonizador foi tão acentuado que, em apenas 9 anos, (1949-1958) a "mancha de pinhais dava lugar à cidade".
Maravilha tornou-se município, juntamente com Cunha Porã e inúmeros outros, através da Lei Estadual nº 348, de 21 de junho de 1958. A instalação oficial ocorreu no dia 27 de julho de 1958, data que se comemora o dia do município.
Um município em franco desenvolvimento, voltado para o crescimento econômico e bem estar de seus munícipes, Maravilha é polo microrregional no Oeste Catarinense, sendo ainda sede da Associação dos Municípios Entre Rios (AMERIOS).
O processo de desenvolvimento em Maravilha  teve seu foco modificado. Além de buscar o crescimento econômico, buscam-se vincular, também, a distribuição de renda e redução no número de famílias menos favorecidas.

### Três núcleos deram início à colonização
- Os trabalhadores e empreiteiros da Companhia Territorial Sul Brasil, que vieram abrir estradas, medir e vender terras;
- As duas primeiras serrarias (Sbaraini / Benvegnu)localizada no atual trevo de acesso da cidade e (Nilo Sudbrack) atrás da atual garagem da Prefeitura, cada qual formando sua vila;
- Os colonizadores gaúchos que vieram formar o núcleo central da futura cidade, na época a "Sede Maravilha" ou "Sedia"

## Características geográficas
Localização
Oeste do estado de Santa Catarina (paralelo 26° 46' 12” de latitude sul com o meridiano 53° 13' 00” de longitude oeste).
Altitude
606 metros acima do nível do mar no perímetro urbano (avenida Araucária).
Clima
Clima mesotérmico úmido, com as quatro estações bem definidas.
Área geográfica
169,1 km² (sendo que já se desmembraram deste município São Miguel da Boa Vista, em 1992, com 71,4 km²; Flor do Sertão, em 1996, com 58,2 km² e Tigrinhos, em 1996, com 57,2 km²).
Limites
ao norte, com São Miguel da Boa Vista, Tigrinhos e Bom Jesus do Oeste; ao sul, com Cunha Porã e Iraceminha; a leste, com Modelo; e a oeste, com Flor do Sertão.

## Meios de comunicação
Rádio
Maravilha tem três emissoras de rádio:
- Líder FM 92,3 MHz - Emissora do Grupo WH Comunicação
- Rádio Difusora (Maravilha) FM 90,3 - Emissora da Rede Difusora Maravilha de Rádios
- Rádio Alternativa FM 87.9 - Emissora da Associação Cultural e Comunitária Alternativa.

Jornal
A cidade de Maravilha conta com dois jornais locais:
- Jornal Novoeste
- Jornal O Líder - Pertencente ao Grupo WH Comunicação

Internet
A cidade conta com dois provedores de acesso à Internet:
- Mhnet Telecom
- SCNet Internet Provider

## Cidade das crianças
O apelido de "cidade das crianças" surgiu em 1970, pelo fato de haver um grande número de crianças presentes na escola local e nas ruas, quando ocorriam desfiles, e a partir disso as autoridades passaram a enfeitar as ruas com crianças nas festas e recepções públicas. No censo demográfico daquele ano foi registrada uma alta taxa de natalidade. Atualmente o elemento criança é visto como um símbolo da cidade, e o apelido foi oficializado pela Lei nº 12.596, de 15 de março de 2012.